# 东营站
东营站，位于中华人民共和国山东省东营市东营区，是淄东铁路的终点站，建于1966年，由济南局集团管辖。

## 車站周邊
- 东营市郊汽车站
- 东营胜利油田石油开发中心
- 中国电信慧滨合作厅
- 东营区人民医院
- 中国联通辛店营业厅
- 东营区实验学校
- 东营市歧黄养生研究院
- 中国移动刘家营业厅
- 中国电信济南路合作营业厅
- 中国民生银行东营济南路支行
- 胜利油田广播电视大学
- 青岛大学应用技术学院招生办事处
- 东营市胜利第一小学
- 中国邮政市中邮电支局
- 中国工商银行基西储蓄所

## 歷史
原站房始建于1966年，1972年2月正式运营。2021年7月9日至2022年12月22日在原站房基础上改造，包括现有站房及周边区域拆除、新建站房、加高站房平台和基本站台、增设风雨棚等。